# Багатоцільовий підводний човен

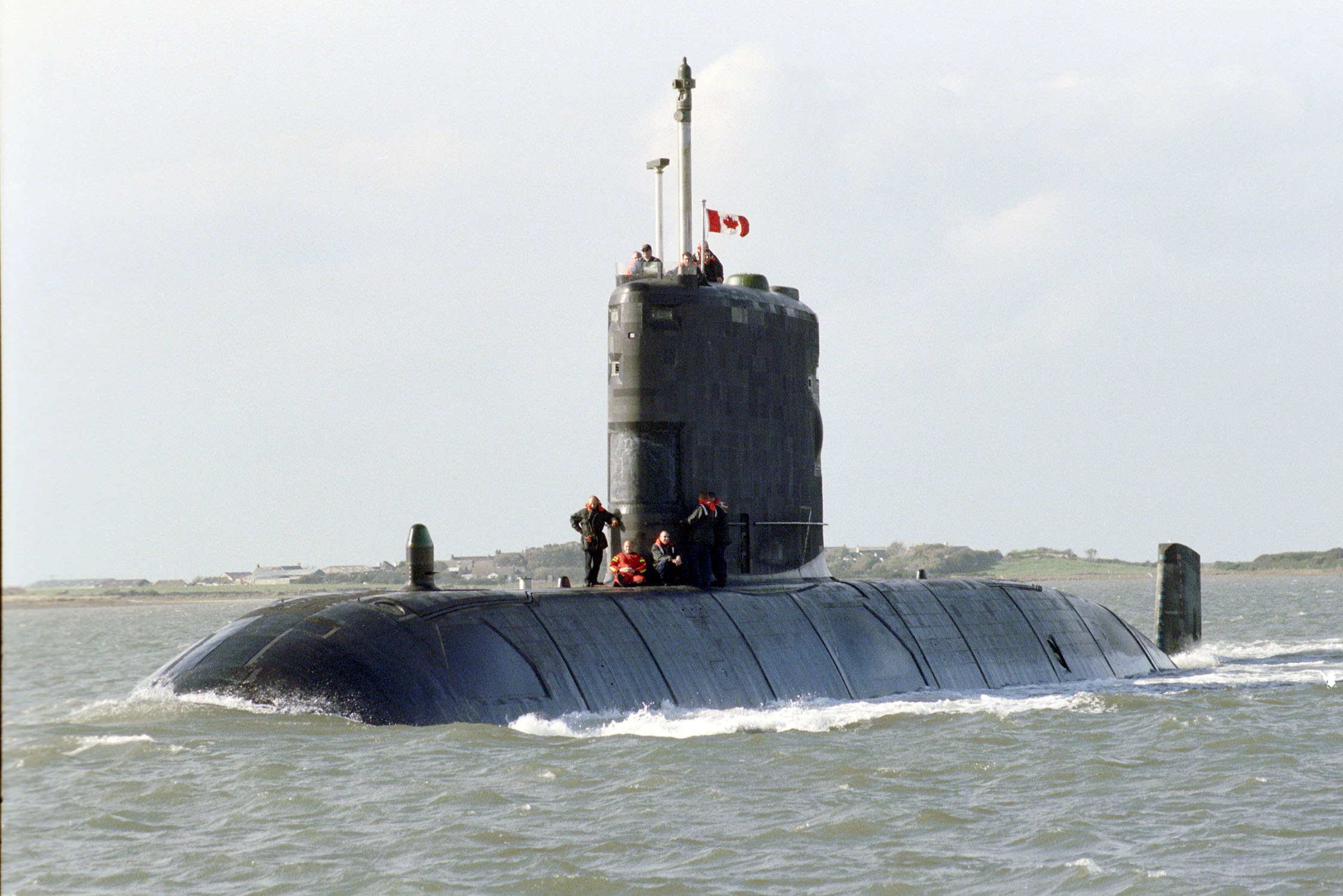
HMCS Windsor - багатоцільовий підводний човен ВМС Канади

Багатоцільовий підводний човен (в англомовній літературі - An attack submarine чи hunter-killer submarine) — в радянській та російській термінології це підводний човен, призначений насамперед для знищення ворожих підводних човнів, військових кораблів, а також торгових суден. Їх також використовують для захисту від ворожих атак власних чи союзних кораблів та підводних човнів з балістичними ракетами. Деякі багатоцільові човни також мають крилаті ракети та вертикальні пускові установки для їх запуску, що надає їм додаткової спроможності завдавати ударів по наземних цілях.
Багатоцільові підводні човни можуть бути як атомними, так і дизель-електричними. У системі символів для бортових номерів кораблів у США та її еквіваленті НАТО (STANAG 1166), багатоцільові човни атомні позначаються абревіатурою SSN, а дизель-електричні - SSKs.